# 太田宏
太田 宏 （おおた ひろし、1953年 - ）は、日本の国際政治学者。早稲田大学国際学術院教授。早稲田大学グローバル・ガバナンス研究所所長。

## 人物・経歴
愛知県名古屋市出身。日本大学法学部政治経済学科及び上智大学文学部哲学科卒業。日本国有鉄道入社後、コロンビア大学大学院政治学研究科博士課程修了、Ph.D.（政治学博士）。ハーバード大学ライシャワー研究所特別奨学研究員、青山学院大学国際政治経済学部教授を経て、2007年早稲田大学国際教養学部教授。2013年日本国際連合学会理事。2016年日本国際政治学会監事。2019年早稲田大学グローバル・ガバナンス研究所所長。

## 著書
- 『主要国の環境とエネルギーをめぐる比較政治ー持続可能社会への選択』東信堂 2016年